# Trofeo Internazionale Bastianelli
Il Trofeo Internazionale Bastianelli era una corsa in linea maschile di ciclismo su strada che si svolgeva ad Atina (Provincia di Frosinone), in Italia, con cadenza annuale.
Organizzata dal G.S. Sabina, si tenne per la prima volta nel 1977 come gara per Dilettanti. Dal 2005 al 2015 fece parte del calendario dell'UCI Europe Tour come prova di classe 1.2, aperta quindi alla categoria Elite/Under-23. La 40ª edizione, già calendarizzata per il 7 agosto 2016, venne annullata per mancanza di fondi. La prova non è stata poi più organizzata.

## Albo d'oro
Aggiornato all'edizione 2015.
| Anno | Vincitore               | Secondo                 | Terzo                 |
| ---- | ----------------------- | ----------------------- | --------------------- |
| 1977 | Vincenzo Pannone        |                         |                       |
| 1978 | Franco Grossi           |                         |                       |
| 1979 | Vincenzo Taglione       |                         |                       |
| 1980 | Francesco Cesarini      |                         |                       |
| 1981 | Antonio Marchionne      |                         |                       |
| 1982 | Raffaele Mollica        |                         |                       |
| 1983 | Claudio Visci           |                         |                       |
| 1984 | Paolo Casconi           |                         |                       |
| 1985 | Davide Bracale          |                         |                       |
| 1986 | Vittorio Barlocci       |                         |                       |
| 1987 | Davide Brotini          |                         |                       |
| 1988 | Daniele Bruni           |                         |                       |
| 1989 | Biagio Scarpato         |                         |                       |
| 1990 | Ezio Missori            |                         |                       |
| 1991 | Stefano Dante           |                         |                       |
| 1992 | Romualdo Apicella       |                         |                       |
| 1993 | Samuele Schiavina       | Sandro Senesi           | Mauro Sandroni        |
| 1994 | Oscar Ferrero           | Yasuhiro Ando           | Daniele Cignali       |
| 1995 | Gianluca Vezzoli        | Mauro Sandroni          | Alberto Puerini       |
| 1996 | Fabio Sacchi            | Giusvan Piovaccari      | Andrea Fiori          |
| 1997 | Claudio Ainardi         | Romāns Vainšteins       | Marco Giroletti       |
| 1998 | Gianluca Tonetti        | Alessandro Volpe        | Ondřej Sosenka        |
| 1999 | Antonio Varriale        | Dimitri Valach          | Giuseppe Romano       |
| 2000 | Gianluca Fanfoni        | Andrej Černjakov        | Massimiliano Martella |
| 2001 | Massimiliano Martella   | Mirko Puglioli          | Aitor Galdós          |
| 2002 | Vladislav Borisov       | Domenico Pozzovivo      | Andrea Masciarelli    |
| 2003 | Jörg Strauss            | Francesco De Bonis      | Mariusz Wiesiak       |
| 2004 | Moisés Aldape           | Ruslan Pidhornyj        | Ivan Stevič           |
| 2005 | Davide Torosantucci     | Massimiliano Martella   | Manuele Spadi         |
| 2006 | Rocco Capasso           | Jure Kocjan             | Amerigo Novembrini    |
| 2007 | Francesco De Bonis      | Fabio Taborre           | Davide D'Angelo       |
| 2008 | Peter Kennaugh          | Mathieu Delarozière     | Francesco Rivera      |
| 2009 | Radoslav Rogina         | Ilja Gorodničev         | Stefano Pirazzi       |
| 2010 | Carmelo Consolato Pantò | Kristijan Đurasek       | Henry Frusto          |
| 2011 | Kristijan Đurasek       | Nathan Pertica          | Daniele Aldegheri     |
| 2012 | Luigi Miletta           | Carmelo Consolato Pantò | Michael Freiberg      |
| 2013 | Maksat Ajazbaev         | Corrado Lampa           | Giorgio Cecchinel     |
| 2014 | Nicola Gaffurini        | Artur Fedoseev          | Davide Pacchiardo     |
| 2015 | Michele Gazzara         | Nicola Gaffurini        | Lorenzo Rota          |
| 2016 | Annullata               | Annullata               | Annullata             |